# Ball Arena
La Ball Arena, soprannominata The Can, è un impianto polifunzionale situato a Denver in Colorado negli USA. L'edificio viene usato principalmente per le partite in casa dai Denver Nuggets della NBA, dai Colorado Avalanche della NHL, dai Colorado Mammoth della NLL e dai Colorado Crush della AFL. Quando l'arena non viene usata per eventi sportivi vengono organizzate diverse tipologie di eventi quali concerti, convegni aziendali e registrazioni di programmi televisivi.

## Storia
Il Ball Arena fu costruito nell'ambito di un progetto di miglioramento delle strutture sportive di Denver della durata di 6 anni, che ha portato alla costruzione anche del Coors Field, casa dei Colorado Rockies (MLB), e del Broncos Stadium at Mile High, lo stadio dove giocano i Denver Broncos (NFL). Prima della costruzione di quest'arena, i Denver Nuggets e i Colorado Avalanche giocavano nella McNichols Sports Arena, demolita nel 1999 per costruire il parcheggio del vicino stadio di football.
Il Ball Arena venne inaugurato nell'Ottobre 1999 con un concerto di Céline Dion. Ha ospitato nel 2001 l'NHL All-Star Game e le finali di Stanley Cup tra i New Jersey Devils e i Colorado Avalanche, che vincendo qui Gara-7 del 9 giugno per 3-1 conquistarono il loro secondo titolo NHL. Nel 2005 è stato sede dell'NBA All-Star Game. Il Centrix Financial Grand Prix of Denver, gara del campionato Champ Car, si è svolto nel parcheggio dell'arena dal 2002 al 2006.
Insieme al Empower Field at Mile High ha ospitato il congresso nazionale del Partito Democratico statunitense nel 2008.

## Denver Debacle
Durante la programmazione delle arene per gli spettacoli del 2009 di Monday Night Raw, la WWE aveva preso accordi con il Pepsi Center di Denver per la diretta del 25 maggio. Lo show rosso della federazione mancava da tempo nella capitale del Colorado e dunque, come previsto, i biglietti per lo spettacolo andarono a ruba, arrivando vicini al "tutto esaurito" già dopo poche settimane dalla messa in vendita dei biglietti. Ma qualcosa non andò come previsto.
La stagione agonistica della NBA, ovvero il campionato statunitense di basket, entrò nel vivo nella metà di Aprile, quando iniziarono i play-off del girone Ovest. I Denver Nuggets, squadra di pallacanestro di Denver, si mostrarono molto più forti di quanto si potesse immaginare, arrivando addirittura secondi nella Regular Season. La corsa verso il titolo NBA continuò nei Play-Off, dove la squadra di Denver eliminò, contro ogni pronostico, prima i New Orleans Hornets e successivamente i Dallas Mavericks, entrambi con uno scarto di 4-1, guadagnandosi così l'accesso alle Conferences Finals (semifinale NBA) contro i Los Angeles Lakers.
A questo punto il calendario NBA prevedeva che le prime due gare sarebbero state giocate al Staples Center, casa dei Lakers, il 19 maggio ed il 21 maggio, mentre le successive due al Pepsi Center di Denver, rispettivamente il 23 maggio ed il 25 maggio, data in cui in quell'arena era prevista la diretta della puntata di RAW.
La situazione era dunque complicata e di difficile risoluzione. La puntata di RAW e la Gara 4 delle Conferences Finals si sarebbero dovute disputare nello stesso giorno e nella stessa arena, e lo spostamento di una di queste due rassegne sarebbe stato alquanto complesso. I Denver Nuggets si trovavano con l'obbligo di giocare nel Pepsi Center, pena la perdita della partita, mentre la WWE aveva già fatto registrare il tutto esaurito per quella puntata. Vince McMahon successivamente affermò che il presidente dei Nuggets, Stan Kroenke, aveva concesso il Pepsi Center alla WWE perché, nonostante la costruzione di una grande squadra, non avrebbe immaginato di essere ancora in gara coi Nuggets il 25 maggio.
La WWE cercò così una soluzione alternativa. Inizialmente si pensò di registrare la puntata di Raw prima della partita, ma il tempo materiale sarebbe stato troppo poco, poi si pensò di spostare la puntata al Denver Coliseum, ma l'arena era troppo piccola per contenere tutti i possessori dei biglietti per lo show. La cancellazione della puntata sembrava allora imminente, condannando la federazione a rivoluzionare il programma preparato in vista del prossimo pay-per-view, Extreme Rules. Ma quando si stavano per perdere le speranze, Vince McMahon decise che quella puntata sarebbe andata in onda ad ogni costo, anche in un qualsiasi parcheggio. La federazione ricevette così delle offerte per ospitare la puntata del 25 maggio dallo Staples Center di Los Angeles e dal Madison Square Garden di New York. Queste località però erano troppo lontane per garantire ai possessori dei biglietti di raggiungere le arene, così la WWE ipotizzò uno spostamento della puntata a Colorado Springs, non molto distante da Denver.
Il 21 maggio la WWE decise di accettare l'offerta pervenuta da Los Angeles, spostando la diretta di Monday Night Raw allo Staples Center, annunciando regolarmente come evento principale un 10-man Tag Team Match fra il campione WWE Randy Orton, Cody Rhodes, Ted DiBiase, The Miz e Big Show contro Batista, John Cena, Jerry Lawler, il campione degli Stati Uniti MVP e un quinto atleta sconosciuto, rivelatosi poi Mr. Kennedy.
Ai fan di Denver che avevano già acquistato il biglietto la WWE ha dato l'opportunità di farsi rimborsare il biglietto o di cambiare il proprio biglietto con quello dell'house show che si terrà al Denver Coliseum il 7 agosto.
Dopo circa tre anni da questo fatto, il 9 luglio 2012, il Monday Night Raw fece ritorno al Ball Arena.